# Observatorij Mount Laguna
Observatorij Mount Laguna (izvirno angleško Mount Laguna Observatory; kratica OML) je astronomski observatorij, ki je v lasti in uporabi Oddelka za astronomijo Državne univerze v San Diegu (San Diego State University). Nahaja se približno 88 kilometrov od središča San Diega na vzhodnem robu Clevelanskega narodnega gozda in je poimenovan po Lagunskem gorovju.
Trenutno ima observatorij 4 delujoče daljnoglede reflektorje: 16-palčni, 21-palčni, 24-palčni in 40-palčni.